# Пожарный поезд

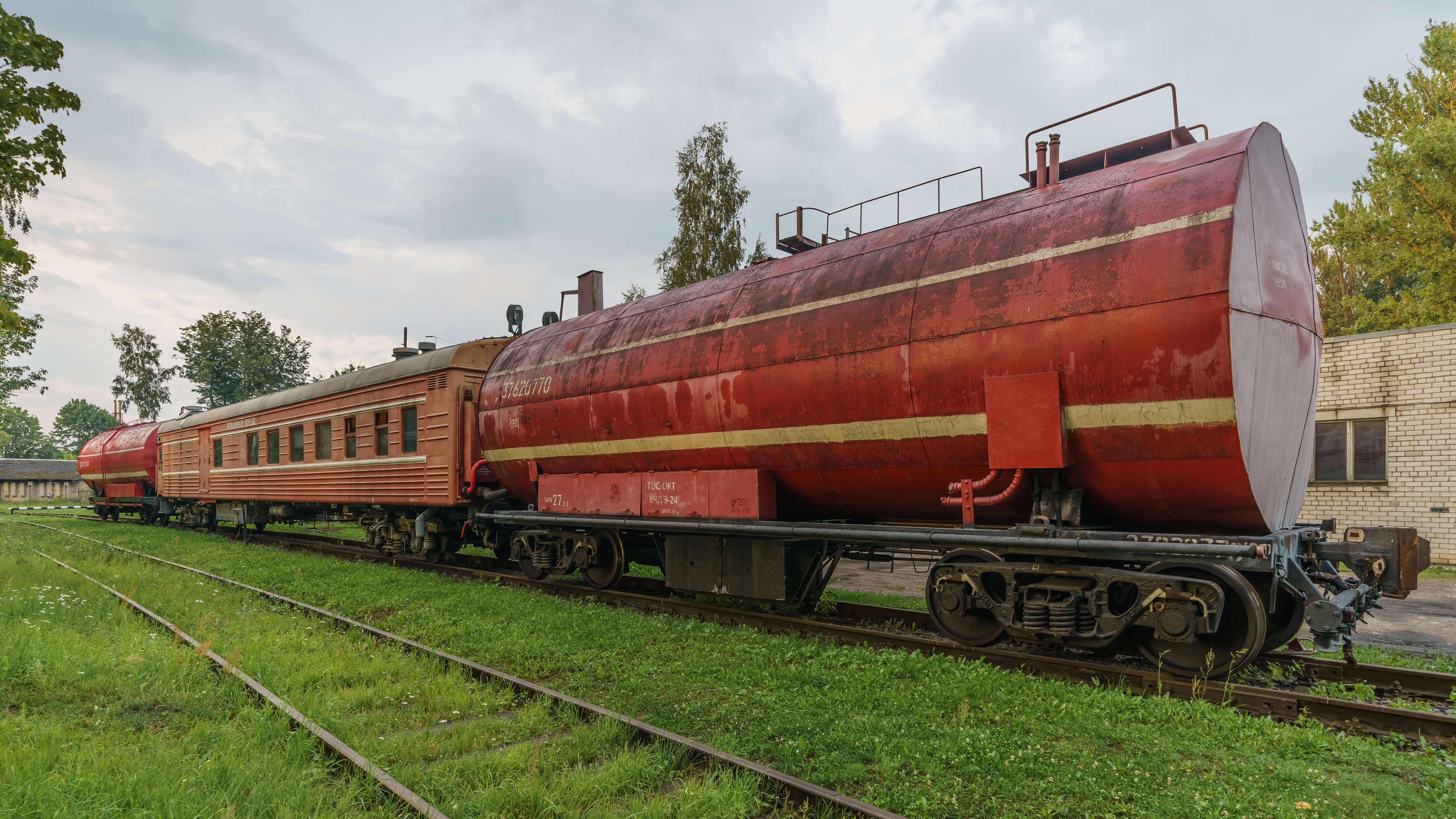
Пожарный поезд на станции Псков-Пассажирский

Пожа́рный по́езд — поезд, формируемый из специальных вагонов, используемых для тушения пожаров на объектах инфраструктуры железнодорожного транспорта и в полосе отвода железных дорог. Пожарные поезда относятся к мобильным средствам пожаротушения. При этом подтверждению соответствия при обращении на рынке как средства пожаротушения они не подлежат.

## Классификация и состав

### Пожарные поезда железных дорог общего пользования
Пожарный поезд оснащается средствами связи, источниками электрической энергии.

#### Категории пожарных поездов
Пожарные поезда в зависимости от используемого железнодорожного подвижного состава и соответствующих тактико-технических характеристик подразделяются на:
первой категории (специализированный)
В специализированный поезд входит дополнительно:
- крытый грузовой вагон для размещения оборудования и материалов необходимых для ликвидации аварийных ситуаций на железной дороге и перекачки перевозимых жидкостей из неисправных цистерн
- цистерна-приёмник для сбора аварийной жидкости при ликвидации аварийных ситуаций (в комплектации отдельных поездов)

второй категории
Поезд второй категории формируется из:
- вагона для размещения личного состава, насосных установок, электростанции, пожарного инвентаря и запаса специальных средств пожаротушения
- двух-трёх цистерн с запасом воды

#### Железнодорожный подвижной состав пожарных поездов

##### Транспортная система комбинированного пожаротушения
Транспортная система комбинированного пожаротушения (ТСКП) представляет собой 4-х осную железнодорожную платформу, на которой размещены узлы, предназначенные для пожаротушения и нейтрализации жидких и газообразных токсических веществ в открытых и закрытых вагонах и прирельсовых складах. ТСКП относится к железнодорожному подвижному составу и входила в состав некоторых пожарных поездов. Единственный поставщик — Алексеевский завод химического машиностроения (ранее назывался — Алексеевский машиностроительный завод) ТСКП не производит. Из состава пожарных поездов Российской Федерации ТСКП выведены, так как срок их эксплуатации истек.

### Пожарные поезда узкоколейных железных дорог

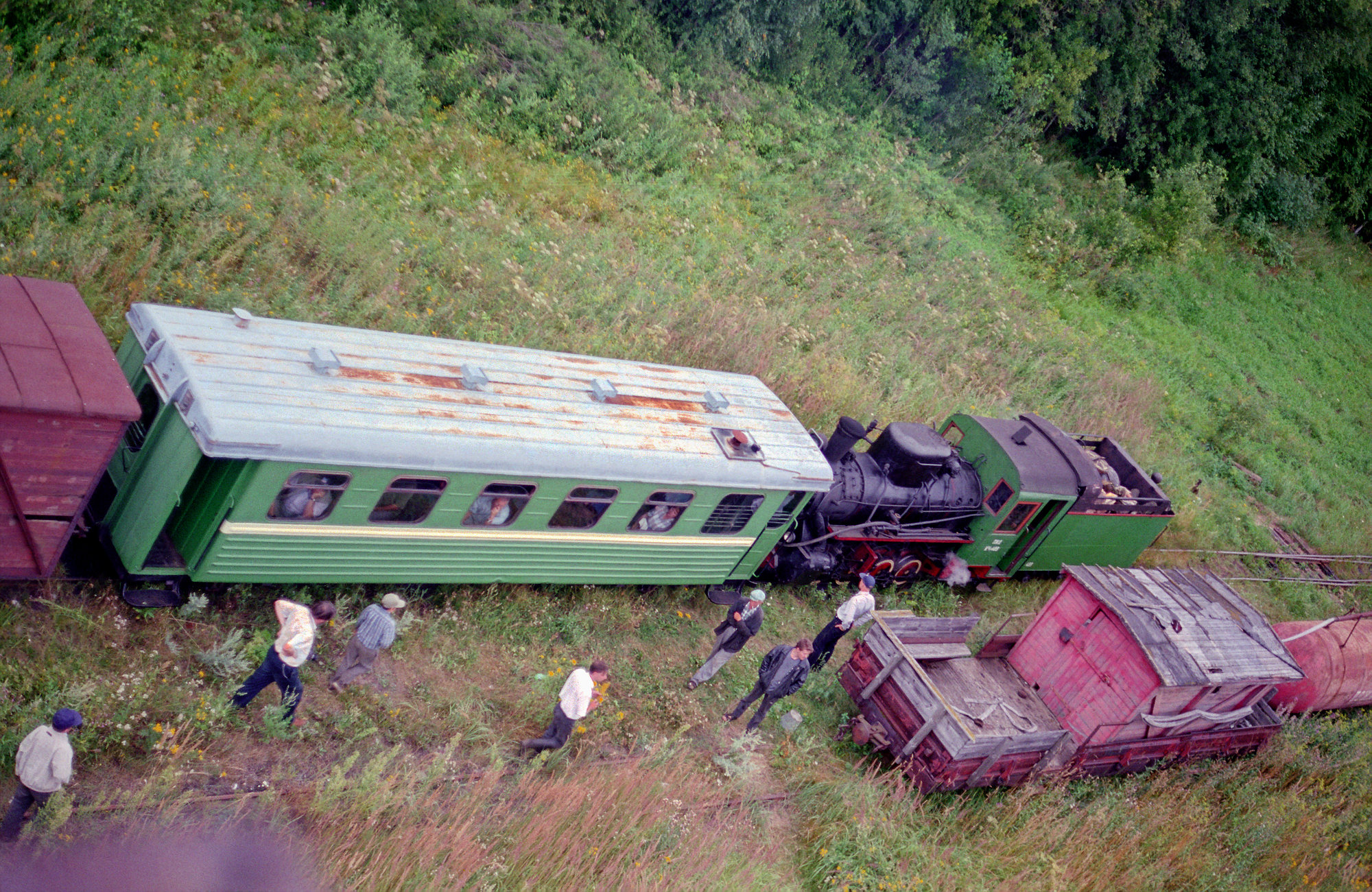
Пожарный поезд на узкоколейной железной дороге

Пожарные поезда использовались на узкоколейных железных дорогах.
В состав пожарного поезда торфяной промышленности РСФСР входили:
- локомотив
- цистерна для воды ВЦ-10 или ВЦ-20 (число цистерн определялось начальником транспорта)
- головной вагон, в котором устанавливались мотопомпы МП-1600 или МП-1400 и пожарный инвентарь согласно табелю[5].

## История

### РСФСР (1921—1923)
На заседании Совета Труда и Обороны РСФСР (СТО) 20 апреля 1921 г. обсуждался вопрос о проведении противопожарной кампании в текущем году. Наркомвнуделом был предложен ряд проектов постановлений по этому вопросу, в их числе — об организации дежурных пожарных поездов. СТО предложил междуведомственной комиссии из представителей Наркомвнудела, Наркомтруда и ВЧК с привлечением заинтересованных ведомств рассмотреть проекты и через неделю представить в СТО заключения. Центральной комиссией по рабочему снабжению была внесена поправка в 3 пункт. На заседании СТО 4 мая проект с этой поправкой был утверждён.
В соответствии с постановлением СТО от 04 мая 1921 г. «Об организации дежурных пожарных поездов» (подписали В. Ульянов (Ленин), Н. Горбунов, Л. Фотиева) с 15 мая по 1 ноября 1921 г. НКВД совместно с НКПС организовывали и ввели в действие 7 дежурных пожарных поездов (места стоянки: Москва, Бологое, Вологда, Смоленск, Курск, Самара, Екатеринбург). В результате принятых мер число пожаров на железных дорогах с 3718 в 1920 г. снизилось до 2369 — в 1922 г.

### СССР (1923—1991)
В 1930 г. проведена военизация личного состава пожарной охраны транспорта, на базе которой создана военизированная пожарная охрана НКПС. Срок службы военизированного состава составлял не менее двух лет.
2 декабря 1933 г. НКПС утвердило Положение о пожарных поездах на железнодорожном транспорте, согласно которому пожарный поезд состоял из насосной станции (4-осный товарный вагон с агрегатами), двух оборудованных и утеплённых цистерн или тендеров для воды.

### Российская Федерация (с 1991 года)
Пожарные поезда отнесены к силам и средствам функциональной подсистемы предупреждения и ликвидации чрезвычайных ситуаций на железнодорожном транспорте единой государственной системы предупреждения и ликвидации чрезвычайных ситуаций.
На 28 марта 2017 года в постоянной боевой готовности к действиям (с боевыми расчётами, состоящими из работников ФГП ВО ЖДТ России) находятся 310 пожарных поездов, в том числе 64 специализированных, с повышенными тактико-техническими возможностями для ликвидации чрезвычайных ситуаций и стихийных бедствий, аварийных ситуаций с опасными грузами.

## Подчинение

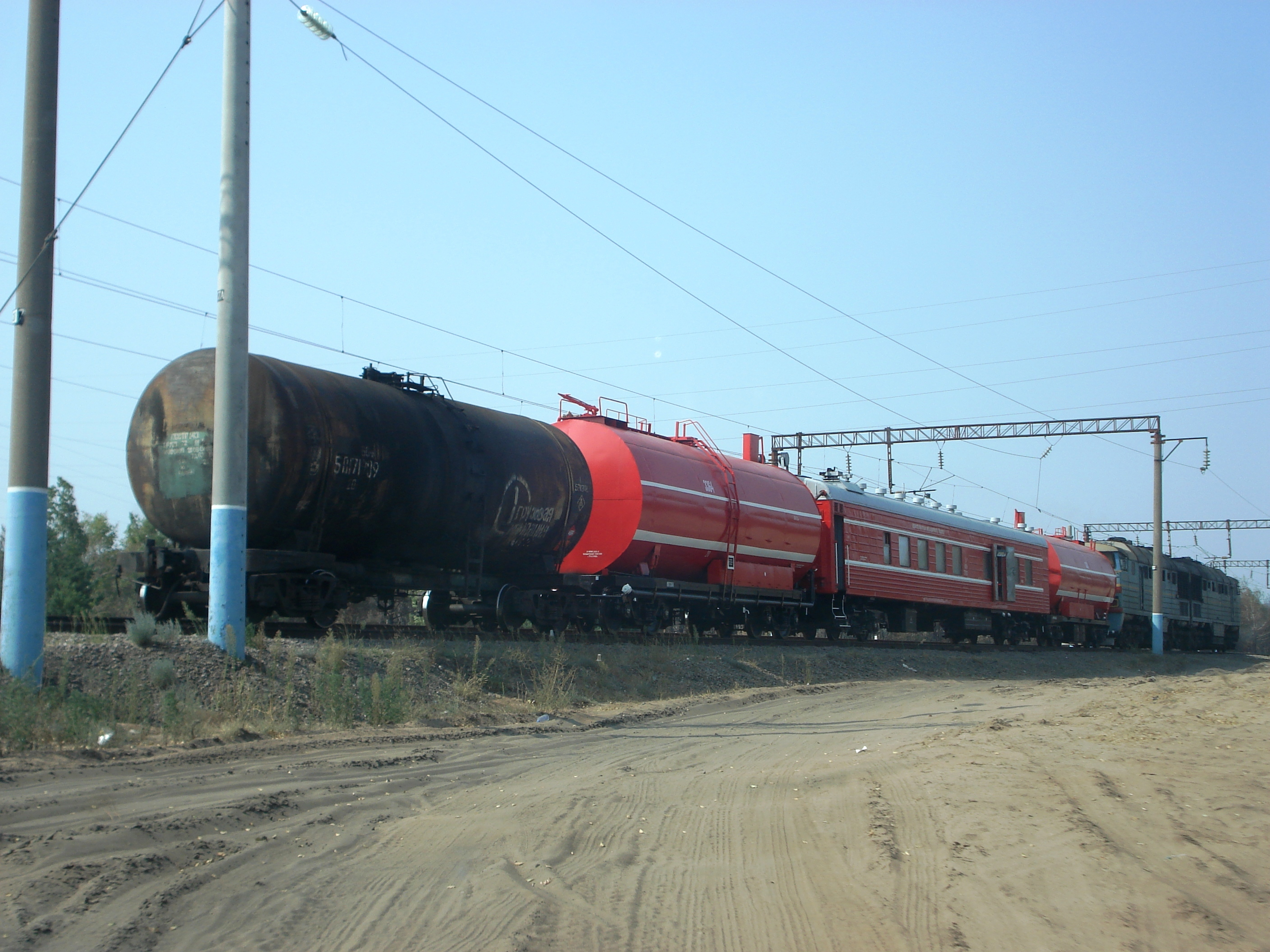
Пожарный поезд в Воронеже в дни лесных пожаров 2010 года

### Россия

#### Пожарные поезда ОАО «Российские железные дороги»
В России специальные вагоны пожарных поездов, являются собственностью ОАО «Российские железные дороги» и эксплуатируются подразделениями ФГП «Ведомственная охрана железнодорожного транспорта Российской Федерации» (ФГП ВО ЖДТ России), которые относятся к государственной ведомственной пожарной охране железнодорожного транспорта, созданной Федеральным агентством железнодорожного транспорта.
Пожарные поезда подразделяются на две категории:
- специализированный пожарный поезд 1 категории;
- пожарный поезд 2 категории.

Ответственность за постоянную готовность пожарного поезда, подготовку работников и организацию службы несут начальники пожарного поезда и начальники дежурных караулов, а за своевременный ремонт и освещение поезда — начальники отделений железных дорог, филиалов и отрядов ведомственной охраны.
В состав караула входят 6 работников дежурной смены, прошедших специальное обучение по программам подготовки, имеющие допуск к работе в средствах защиты органов дыхания. Руководит дежурной сменой начальник караула.
Пожарные поезда предназначены для:
- обеспечения пожарной безопасности перевозочного процесса;
- тушения пожаров и проведения аварийно-спасательных работ в железнодорожном подвижном составе, в полосе отвода железных дорог и на стационарных объектах ОАО «РЖД», а также на объектах, не входящих в инфраструктуру железных дорог ОАО «РЖД», по запросу МЧС России;
- участия в ликвидации последствий аварийных ситуаций с железнодорожным подвижным составом, перевозящим опасные грузы 3-4 классов опасности.

Запрещается привлекать пожарные поезда для выполнения иных задач.

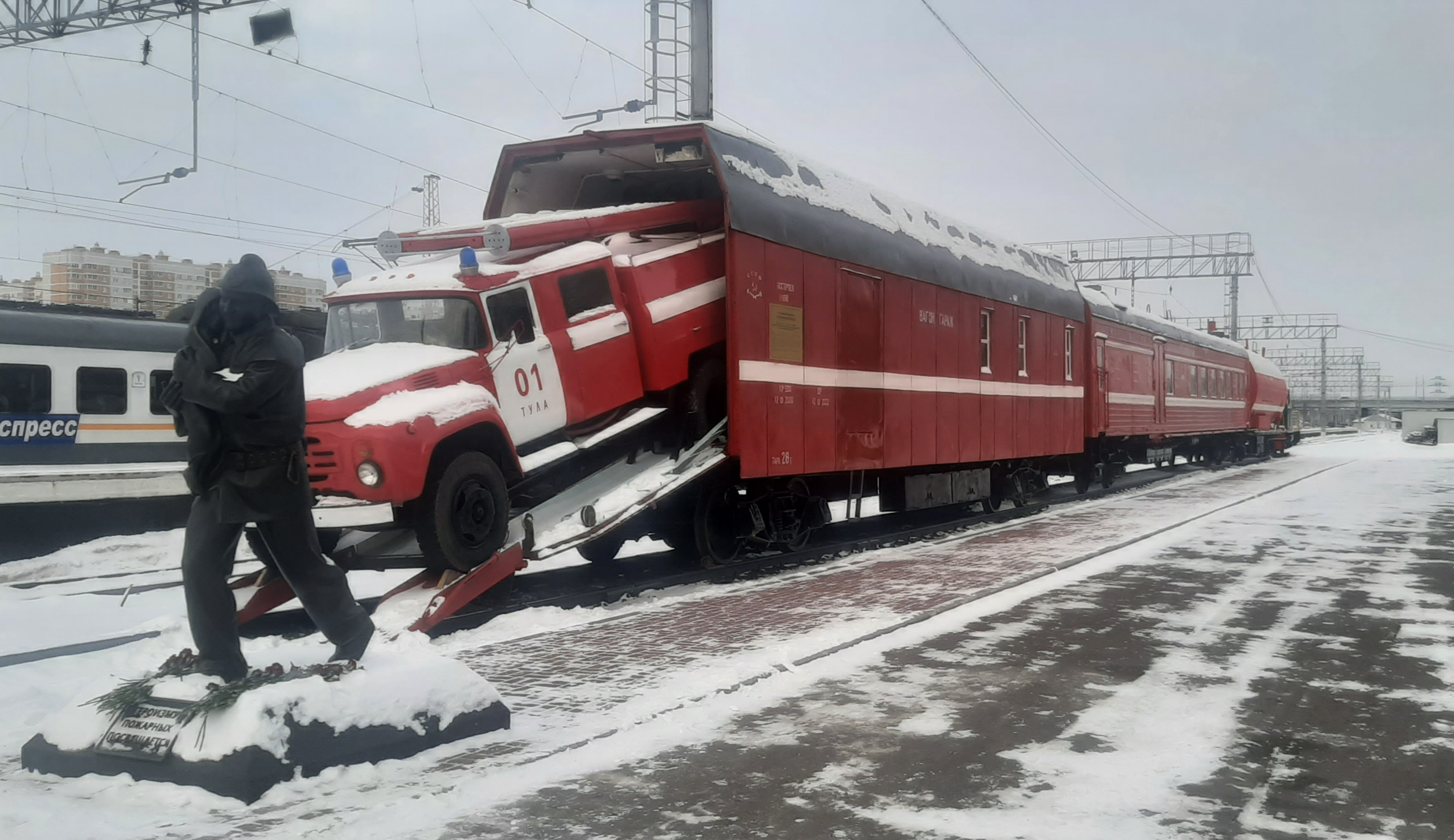
Пожарный поезд на вечной стоянке, Тула I-Курская

Пожарные поезда создаются, передислоцируются и ликвидируются по решению ОАО «РЖД», согласованному с ФГП ВО ЖДТ России, с учётом пожарной опасности перевозочного процесса. За каждым пожарным поездом закрепляются участки обслуживания. Границы участков обслуживания пожарного поезда определяются приказом начальника железной дороги по согласованию с филиалом ФГП ВО ЖДТ России из расчёта максимального удаления от станции постоянной дислокации пожарного поезда на установленное расстояние. Подвижные единицы пожарного поезда находятся на балансе отделений железных дорог и ремонтируются в сроки, установленные для вагонов специального назначения.
На территории пожарного поезда оборудуются стационарные объекты, включающие отдельные группы помещений:
- учебно-административные (учебный класс, база или пост ГДЗС, теплодымокамера и др.);
- учебно-тренировочные(полоса психологической подготовки пожарных, 100-метровая полоса с препятствиями и учебно-тренировочная башня);
- производственные (для промывки и сушки пожарных рукавов, мастерская для обслуживания и ремонта пожарного и специального аварийно-спасательного оборудования; пункт зарядки огнетушителей);
- санитарно-бытовые (для отдыха и приёма пищи, для сушки специальной и боевой одежды, душевая, санузел, восстановительный комплекс и др.);
- складские (для хранения пожарного и специального аварийно-спасательного оборудования, огнетушащих средств, топлива и горюче-смазочных материалов).

Стационарные объекты на территории пожарного поезда и железнодорожный подвижной состав пожарных поездов должны быть обеспечены средствами связи, водоснабжением, теплоснабжением, электроснабжением соответствующей расчётной мощности потребителей и необходимым запасом угля.

#### Пожарные поезда иных организаций железнодорожного транспорта

##### ООО «Газпромтранс»
В августе 2012 года Астраханский филиал ООО «Газпромтранс» совместно с отрядом ведомственной пожарной охраны ООО «Газпром добыча Астрахань» провёл тактикоспециальное учение по ликвидации условного возгорания степной растительности в районе ст. РИП «Жидкая сера». Для оперативного снабжения пожарной техники водой было принято решение задействовать три цистерны под техническую воду, оснастив их специальными устройствами для подсоединения штатных рукавов пожарных машин к нижнему сливному устройству и дозаправки техники непосредственно на месте тушения пожара. Для доставки цистерн использовался мотовоз.
С 2013 года в состав аварийно-восстановительных средств Ямальского филиала ООО «Газпромтранс» входит один пожарный поезд (место дислокации — станция Обская, Северной железной дороги — филиала ОАО «РЖД»).

### Республика Беларусь
В Белоруссии с 1 января 2013 года пожарные поезда были отделены от военизированной охраны Белорусской железной дороги и отданы в подчинение областным отделениям БЖД. Приказ на выезд пожарного поезда даёт диспетчер отделения железной дороги. Отправление пожарного поезда производится в срок не позднее 30 минут после сообщения о приказе на выезд.

### Украина
Пожарные поезда входят в состав Управления военизированной охраны ПАО «Українська залізниця» и расположены на крупных железнодорожных узлах с участком выезда до 150 км.
Пожарные поезда используются для тушения пожаров на объектах и подвижном составе железнодорожного транспорта, а также оказания помощи при ликвидации последствий транспортных происшествий, паводков, других стихийных бедствиях (в пределах тактико-технических возможностей пожарных поездов).

## Базирование

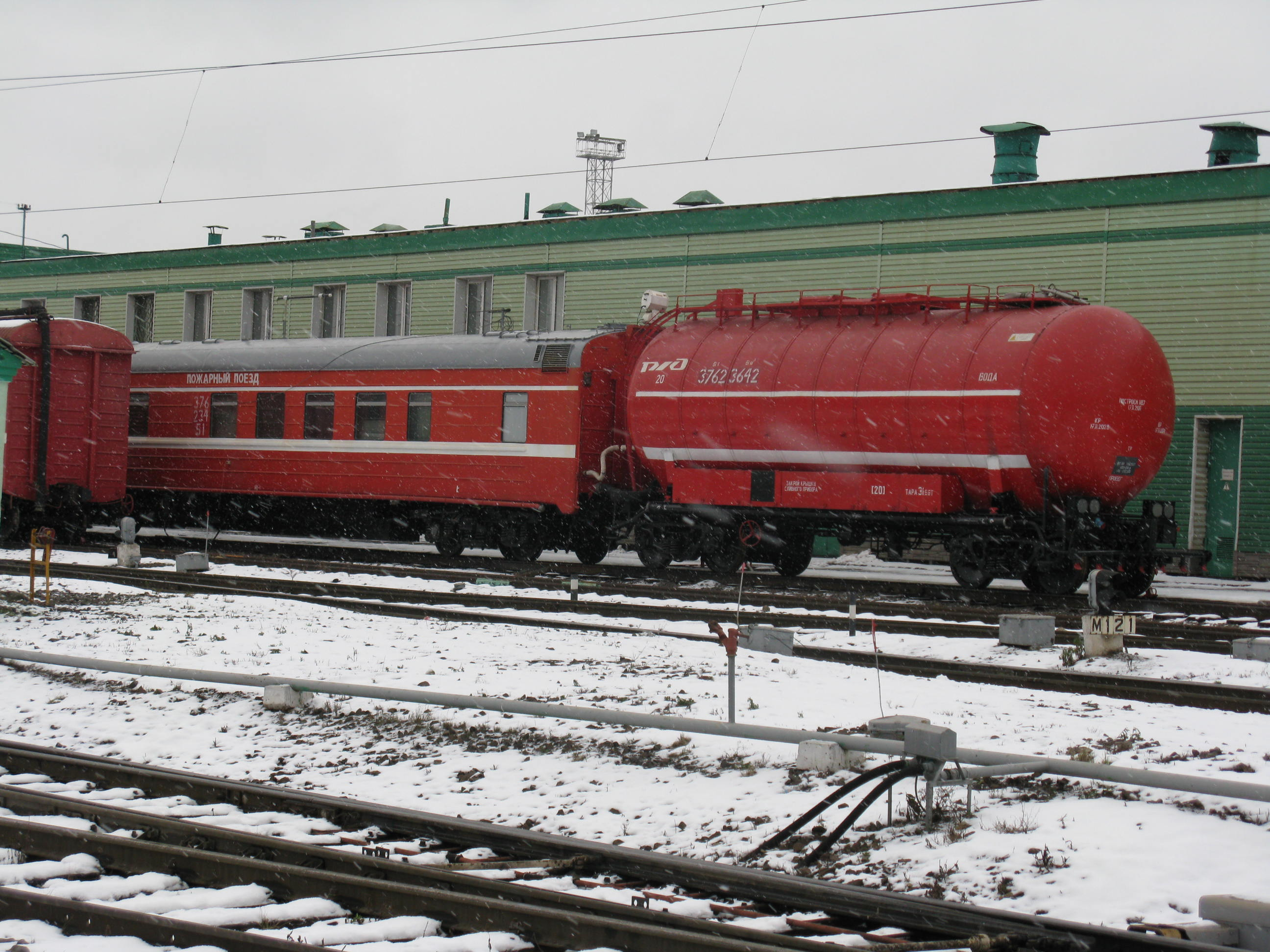
Пожарный поезд на станции Перово

Пункты стоянки пожарных поездов и участки обслуживания устанавливаются руководством железных дорог. Дислоцируются пожарные поезда на крупных станциях (грузовых, сортировочных, пассажирских и участковых), где имеется рабочий парк локомотивов. Пути для стоянки пожарного поезда отводятся вблизи основных производств, объектов, караульных помещений, стрелковых и стрелково-пожарных команд и должны иметь двусторонний выход. Постановка другого подвижного состава на эти пути (кроме восстановительных поездов) не допускается. Для передвижения пожарного поезда обычно подаются тепловозы. Пожарные поезда находятся в состоянии постоянной готовности к следованию на перегон с максимальной скоростью и формируются в соответствии с утверждённым табелем.

## Окраска поезда
Вагоны пожарного поезда окрашиваются в красный цвет с белыми полосами.